# (8423) Macao
(8423) Macao (1997 AO22) – planetoida z pasa głównego asteroid okrążająca Słońce w ciągu 5,55 lat w średniej odległości 3,13 au. Odkryta 11 stycznia 1997 roku.